# Clathria normani
Clathria normani är en svampdjursart som först beskrevs av Burton 1930.  Clathria normani ingår i släktet Clathria och familjen Microcionidae. Inga underarter finns listade i Catalogue of Life.